# Petoskey
Petoskey is een plaats (city) in de Amerikaanse staat Michigan, en valt bestuurlijk gezien onder Emmet County.

## Demografie
Bij de volkstelling in 2000 werd het aantal inwoners vastgesteld op 6080.
In 2006 is het aantal inwoners door het United States Census Bureau geschat op 6112, een stijging van 32 (0.5%).

## Geografie
Volgens het United States Census Bureau beslaat de plaats een oppervlakte van
13,5 km², waarvan 13,0 km² land en 0,5 km² water. Petoskey ligt op ongeveer 203 m boven zeeniveau.

## Plaatsen in de nabije omgeving
De onderstaande figuur toont nabijgelegen plaatsen in een straal van 24 km rond Petoskey.

## Geboren
- Hal Smith (1916-1994), (stem)-acteur
- Claude Shannon (1916-2001), wiskundige en elektrotechnicus
- Trevor Huffman (1979), basketballer en basketbalcoach
- Megan Boone (1983), actrice